# Тефнахт I
Тефнахт I — правитель (номарх) Саїса, який проголосив себе фараоном і засновником нової династії.

## Життєпис
Походив зі знатного лівійського роду. Заснував власну династію зі столицею в Саїсі. За його правління спостерігалось відчутне посилення Саїса, який підкорив собі Мемфіс. Окрім іншого, також обіймав посади жерця богині Нейт у Саїсі та верховного жерця бога Пта у Мемфісі у 730-727 роках до н.е.
Взяття Мемфіса надихнуло Тефнахта, тому він вирішив узяти в облогу Гераклеополь, що був союзником нубійського фараона Піанхі. Цар Гермополіса Немарат добровільно визнав владу Тефнахта, й разом з останнім брав участь в облозі Гераклеополя.
Кушитський цар і правитель Верхнього Єгипту Піанхі, занепокоєний перемогами Тефнахта, висунув проти нього сильне військо. Армія Тефнахта, що пересувалась кораблями, дорогою на Фіви була розбита кушитами у річковій битві й відійшла до Гераклеополя, де зазнала другої поразки. Решта війська Тефнахта переправилась через річку та висадилась на західному березі біля Перпега. Вранці наступного дня військо Піанхі раптово напало на рештки північної армії, останні знову зазнали поразки. Після цього Тефнахт відступив до Мемфіса, де отримав підкріплення у 8000 воїнів та за підтримки трудового населення міста приготувався до облоги. Правитель Гераклеополя Пефніфдібаст, виснажений облогою Тефнахта, з радістю визнав владу Піанхі.